# Cornelius Boza-Edwards
Cornelius Boza-Edwards, vero nome Cornelius Bbosa (Kampala, 27 marzo 1956), è un ex pugile e allenatore di pugilato ugandese con cittadinanza britannica, campione mondiale WBC (1981) ed europeo (1982) dei pesi superpiuma.

## Biografia

### Carriera dilettantistica
Mancino, Cornelius Bbosa iniziò a combattere all'età di nove anni in Uganda insieme ad altri famosi pugili come Ayub Kalule e John Mugabi. Si trasferì in Inghilterra con il suo allenatore Jack Edwards e proseguì a boxare prima con il club New Enterprise a Tottenham e poi con il club Fitzroy Lodge a sud di Londra. Prese la cittadinanza britannica ma fu scartato dalla squadra olimpica per Montréal 1976 dopo essere stato battuto ai punti nei campionati della Amateur Boxing Association da Pat Cowdell, poi vincitore della medaglia di bronzo.
Avrebbe avuto l’opportunità di combattere nei pesi piuma per l'Uganda – di cui aveva mantenuto il passaporto – se il suo paese di nascita non avesse boicottato le Olimpiadi di Montréal, così come molti altri paesi africani .

### Carriera professionistica
Cornelius Bbosa passò professionista nel 1976. Su consiglio del suo manager Mickey Duff ha prima cambiato il suo cognome in Boza poi vi ha aggiunto Edwards in omaggio al suo primo allenatore. 
Boza-Edwards vinse i primi nove match prima di essere sconfitto per ferita da Des Gwilliam. Ha poi proseguito con una serie di 18 vittorie consecutive. Fu poi sconfitto dal campione del mondo dei pesi superpiuma Alexis Argüello per KOT all'8º round in un match non valido per il titolo.
Nel 1981 Boza-Edwards conquistò il titolo mondiale WBC dei superpiuma battendo a Stockton (California) Rafael "Bazooka" Limón ai punti in quindici riprese. 
Il 30 maggio 1981 a Las Vegas sconfisse Bobby Chacon per abbandono alla tredicesima ripresa nella sua prima e unica vittoriosa difesa del titolo. Perse infatti la corona mondiale il 29 agosto 1981 allo Stadio dei Pini di Viareggio, messo KO al quinto round dal filippino Rolando Navarrete.
Nel 1982 Boza-Edwards conquistò il titolo europeo dei pesi super piuma sconfiggendo lo spagnolo Carlos Hernández per abbandono al quarto round. Si è poi trasferito negli Stati Uniti dove divenne uno dei pugili preferiti dal pubblico delle reti televisive per il suo stile aggressivo di combattimento. 
Il 15 maggio 1983 a Las Vegas incontrò nuovamente Bobby Chacon che, nel frattempo aveva conquistato la corona mondiale. Boza-Edwards andò al tappeto al 2º round ma si rialzò e inferse una ferita all'occhio sinistro del campione del mondo. Nel round successivo fu la volta di Chacon ad andare al tappeto, subendo un'altra ferita all'occhio destro. L'arbitro interruppe due volte il match, al 7º e all'8º round per far controllare dal medico le ferite del detentore. Infine Chacon atterrò Boza-Edwards al 12º round e vinse ai punti con verdetto unanime compreso tra i 2 e i 6 punti. Ad entrambi i combattenti furono necessari 40 punti di sutura . Questo match è stato inserito nella lista compilata dalla rivista Ring Magazine dei 100 più grandi combattimenti di tutti i tempi, al 22º posto e fu eletto "combattimento dell'anno" 1983.
Dopo la sconfitta contro Chacon combatté con l'ex campione WBA dei pesi super piuma Rocky Lockridge perdendo ai punti in dieci round. Boza-Edwards è poi passato alla categoria dei pesi leggeri nel 1986, sfidando il fuoriclasse Héctor Camacho per il titolo mondiale WBC perdendo solo ai punti in dodici round. Il suo ultimo tentativo di indossare la cintura mondiale dei pesi leggeri WBC è stato nel 1987 a Parigi contro José Luis Ramírez ma fu sconfitto al quinto round. In seguito a questa sconfitta si ritirò dalla boxe per divenire un allenatore e gestire il Mayweather Boxing Club di Las Vegas. Nel 2014 è stato inserito nella Nevada Boxing Hall of Fame.